# Who Says
A Who Says egy dal a Selena Gomez & the Scene elnevezésű amerikai együttestől. Priscilla Renea és Emanuel Kiriakou írták a számot, utóbbi egyben a szám producere is volt. A felvétel 2011. március 14-én jelent meg, a When the Sun Goes Down című album első kislemezeként. Gomez szerint a dal célja, hogy embereket inspiráljon, és visszatámadja az „utálkozókat”, különösen azoknak szól, akik internetes támadások áldozataivá váltak. A Who Says egy új irányzatot képvisel az együttes életében, akusztikus hangzásvilága nagyban különbözik az eddig megszokott dance-pop kislemeztől. Dalszövege a kitartásról és önbizalomról szól.
A dalt a kritikusok pozitívan fogadták, különösen üzenetére és a hangzásváltásra vonatkoztak a dicséretek. Top 30-as lett az Egyesült Államok, Kanada és Új-Zéland toplistáin, az európai slágerlistákon is megjelent. Az Egyesült Államokban platina minősítést kapott, valamint a Hot Dance Club Songs listán első helyezést ért el. A dalhoz tartozó videóklipben egy várost jár körbe az énekesnő, eltávolítja sminkjét, majd együttesével a tengerparton énekel. Gomez több alkalommal elénekelte a dalt, így a MuchMusic Video Awards-on, Dancing with the Stars-ban és So Random!-ban. 2012-re 1 771 000 példány kelt el a kislemezből az Egyesült Államokban.

## Háttér
2009-ben jelent meg az együttes debütáló albuma, a Kiss & Tell, melyet a 2010-es A Year Without Rain követett. Ezután Selena elárulta, nem sietett az új lemez kiadásával, viszont miután meghallotta a Who Says-t, úgy döntött, újabb lemezen kezd dolgozni, mivel a dalt csodálatosnak és inspirálónak találta. Egy interjúban „vidámnak és erőteljesnek” nevezte, majd hozzátette: „Minden egyes alkalommal, mikor a dalt éneklem, úgy érzem, hogy 'Már most jobban érzem magam!'” Selena egy másik interjúban elmondta, a szám „bántalmazásról, internetes támadásokról szól, a középiskolai negativitásról, alkalmazkodásról, arról, hogy már belefáradtál abba, hogy kitaláld, ki vagy; az nem segít, mikor az emberek megpróbálnak lerombolni.”
Miután debütált a dal az On Air with Ryan Seacrest című rádiós műsorban, több kritikus támadta őt, Nardine Saad például úgy gondolta, ez egy válasz a sok támadásra, mely Justin Bieber-rel való kapcsolata miatt érte.
A felvétel olyan önbizalomról szóló dalokat követ, mint a Firework (Katy Perry), Perfect (Pink), We R Who We R (Kesha) és a Born This Way (Lady Gaga). Gomez erről így nyilatkozott: „Örülök [ezeknek a daloknak], mert a zene egy univerzális nyelv, a leggyorsabb lehetőség, hogy mindenkihez eljusson [az üzenet]. A tény, hogy ezek az előadók ezt csinálják, nagyon jó. Igazán boldog vagyok.” 2011. március 14-én jelent meg Kanadában és az Egyesült Államokban. CD kislemez formájában másnap jelent meg Németországban, a Ghost of You című dallal.

## Kereskedelmi fogadtatás
A Who Says a Billboard Hot 100 lista 24. helyén debütált. Végül 21. helyig jutott el június 29-én, ezzel az együttes eddigi legsikeresebb kislemez lett. A Pop Songs listán 17., a Hot Dance Club Play-en első helyezett lett. Az Adult Pop Songs és Adult Contemporary listán is megjelent a kislemez, első alkalommal. Előbbin 37., az utóbbin 27. lett. A Canadian Hot 100-on 17. helyezéssel debütált, mely a legmagasabb eredményük lett ott. Az új-zélandi kislemezlistán 15. lett, mely felülmúlta a Naturally 20. helyét. Top 50-es lett még Németországban, Írországban, valamint megjelent az Egyesült Királyság, Ausztrália és Ausztria listáin is.

## Videóklip és élő előadások

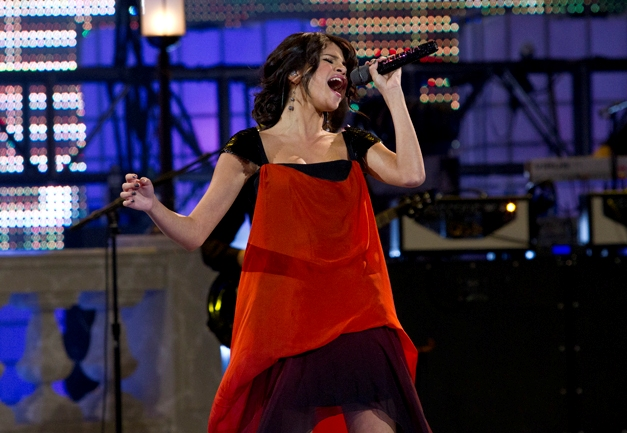
Selena Gomez a 2011-es Much Music Video Awards-on.

A dalhoz tartozó videóklip Chris Applebaum rendezésében készült. Egy nyolc másodperces előzetes 2011. március 2-án jelent meg, a teljes kisfilm 11-én jelent meg az együttes VEVO csatornáján. A videó egy fotósorozat készítésével kezdődik, melyben az énekesnő elkezd énekelni. Megszabadul fülbevalóitól és cipőitől, ezután elhagyja a stúdiót. Mialatt a várost járja, tovább énekel, közben több helyen szavak jelennek meg a dalszövegből (például az égen és egy épület oldalán). Eltávolítja sminkjét, majd a tengerpartra siet, ahol együttesével és rajongóival körülvéve fejezi be a dalt. Ekkor a tengerbe szalad, melyben a 'THE END' (Vége) szavak olvashatóak.
Gomez 2011. március 16-án a Late Show with David Letterman-ban jelent meg, majd 18-án a The Seven-ben, hogy promotálhassa a dalt. Az együttes együtt először a Concert For Hope-on énekelte el a számot március 20-án. Két nappal később a The Ellen DeGeneres Show vendégeiként adták elő. Április 5-én a Dancing with the Stars fellépői voltak. A So Random! egyik epizódjában is megjelentek. 2011. június 17-én a Good Morning America elnevezésű rendezvényen jelentek meg. 19-én a MuchMusic Video Awards-ra voltak hivatalosak, de 24-én a Late Night with Jimmy Fallon-ben, majd 29-én a Live with Regis and Kelly-ben is megjelentek.

## Díjak és jelölések
| Év   | A jelölés tárgya   | Kategória             | Eredmény |
| ---- | ------------------ | --------------------- | -------- |
| 2011 | Teen Choice Awards | Választás: kislemez   | Elnyerte |
| 2012 | VEVO Certified     | 100 milliós nézettség | Elnyerte |

## Számlista és formátumok
- CD kislemez

1. Who Says – 3:15
2. Ghost of You – 3:23
3. Dices – 3:16

- Brit iTunes kislemez / Brit Promo CD kislemez

1. Who Says – 3:15
2. Who Says (Instrumental) – 3:15

- Ausztrál Remix kislemez

1. Who Says (Bimbo Jones Radio Remix) – 2:49
2. Who Says (Dave Audé Radio Remix) – 3:33
3. Who Says (Tony Moran and Warren Rigg Radio Remix) – 3:38

- Brit Remix kislemez

1. Who Says (Dave Audé Club Mix) – 7:07
2. Who Says (Bimbo Jones Club Mix) – 5:46
3. Who Says (Tony Moran & Warren Rigg Club Mix) – 7:24
4. Who Says (Joe Bermudez-Chico Club Remix) – 6:51
5. Who Says (SmashMode Extended Remix) – 5:41

## Slágerlistás helyezések és minősítések
| Kislemezlista (2011)                         | Legjobb helyezés |
| -------------------------------------------- | ---------------- |
| Ausztria (Ö3 Austria Top 40)                 | 62               |
| Belgium (Ultratip Flandria)                  | 8                |
| Kanada (Canadian Hot 100)                    | 17               |
| Németország (Media Control AG)               | 44               |
| Írország (IRMA)                              | 36               |
| Új-Zéland                                    | 15               |
| Szlovákia (IFPI)                             | 90               |
| Brit kislemezlista (Official Charts Company) | 51               |
| Billboard Hot 100                            | 21               |
| Adult Contemporary                           | 27               |
| Adult Pop Songs                              | 37               |
| Hot Dance Club Songs                         | 1                |
| Pop Songs                                    | 17               |

| Ország           | Minősítés |
| ---------------- | --------- |
| Ausztrália       | Arany     |
| Egyesült Államok | Platina   |

| Kislemezlista (2011)                            | Helyezés |
| ----------------------------------------------- | -------- |
| Tajvani kislemezlista (Official Charts Company) | 10       |
| Billboard Hot 100                               | 78       |
| Hot Dance Club Songs (Billboard)                | 27       |
| Digital Songs                                   | 51       |

## Fordítás
Ez a szócikk részben vagy egészben  a   Who Says (Selena Gomez & the Scene song) című angol Wikipédia-szócikk fordításán alapul.  Az eredeti cikk szerkesztőit annak laptörténete sorolja fel. Ez a jelzés csupán a megfogalmazás eredetét és a szerzői jogokat jelzi, nem szolgál a cikkben szereplő információk forrásmegjelöléseként.